# UNIVAC I

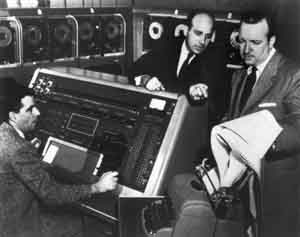
Une démonstration de l'UNIVAC I

Ne doit pas être confondu avec Multivac.
L'UNIVAC I (UNIVersal Automatic Computer I) est le premier ordinateur commercial réalisé aux États-Unis. Il a été créé par J. Presper Eckert et John Mauchly, déjà à l'origine de l'ENIAC et du BINAC. Avant que d'autres machines ne sortent dans la même série, l'UNIVAC I était tout simplement appelé UNIVAC.
Le premier ordinateur est livré à l'United States Census Bureau le 30 mars 1951 et mis en service le 14 juin. Le cinquième (construit pour l'Atomic Energy Commission) a été utilisé par CBS pour prédire l'issue de l'élection présidentielle de 1952 (alors que les sondages réalisés « humainement » donnaient Eisenhower perdant). À partir d'un échantillon d'un pour cent des votants, il prédit qu'Eisenhower serait élu président, chose que personne n'aurait pu croire, mais UNIVAC avait vu juste.
Les ordinateurs étaient fabriqués par Univac, une filiale de Remington Rand, devenue aujourd'hui Unisys.
L'UNIVAC a été un symbole de l'informatique, apparaissant entre autres dans Objectif Lune de Hergé et Un cerveau d'un milliard de dollars de Ken Russel.

## Description
UNIVAC I utilise 5 200 tubes à vide, pèse 13 tonnes, consomme 125 kW pour une puissance de calcul de 1 905 opérations par seconde avec une horloge à 2,25 MHz. L'unité accueillant la mémoire à mercure fait 4,3 m × 2,4 m × 2,6 m à elle seule. Le système au complet occupe 35,5 mètres carrés.
La mémoire centrale permet de stocker 1 000 nombres à 11 chiffres décimaux plus le signe (mots de 72 bits), consistant en 100 canaux de 10 mots. La mémoire d'entrée et de sortie est constituée de 120 mots. L'ensemble des canaux est contenu dans sept réservoirs à mercure.
Un canal de 10 mots est composé de trois sections :
- un canal dans une colonne de mercure dotée aux extrémités de cristaux quartz, l'un pour l'émission et l'autre pour la réception ;
- un châssis, connecté au cristal de réception, contenant des amplificateurs, un détecteur et compensant la latence. Il est fixé à la paroi du réservoir ;
- un châssis de circulation, contenant une cathode, un appareil générant des impulsions et un modulateur qui contrôle le cristal émetteur.

Les instructions permettant de contrôler l'ordinateur font 36 bits de long et sont rassemblées deux à deux dans un mot.
Les nombres sont représentés en utilisant un format décimal codé binaire Excess-3 à six bits par chiffre (+ un bit de parité par chiffre), permettant des nombres signés de 11 chiffres.